# Каменский (Иловлинский район)
Каменский — хутор в Иловлинском районе Волгоградской области России. Входит в состав Новогригорьевского сельского поселения. Население 46 чел. (2010) .

## История
В соответствии с Законом Волгоградской области от 14 марта 2005 года № 1027-ОД «Об установлении границ и наделении статусом Иловлинского района и муниципальных образований в его составе», хутор вошёл в состав образованного Новогригорьевского сельского поселения.

## География
Расположен на в центральной части региона, в степной зоне, у реки Дон, на Донской гряде в южной части Приволжской возвышенности.
Уличная сеть состоит из одного географического объекта: ул. Зелёная.

Абсолютная высота 52 метра над уровнем моря.

## Население
| 2010 |
| ---- |
| 46   |

Гендерный состав
По данным Всероссийской переписи населения 2010 года в гендерной структуре населения из 46 человек мужчин — 25, женщин — 21 (54,3 и 45,7 % соответственно).
Национальный состав
Согласно результатам переписи 2002 года, в национальной структуре населения
русские составляли 95 % из общей численности населения в 65 чел..

## Инфраструктура
Личное подсобное хозяйство.

## Транспорт
Подъезд от автомобильной дороги «Лог — Новогригорьевская — Клетская — Распопинская — Серафимович» к х. Каменский. (идентификационный номер 18 ОП РЗ 18К-23-1).